# St. Laurentius (Eppstein)

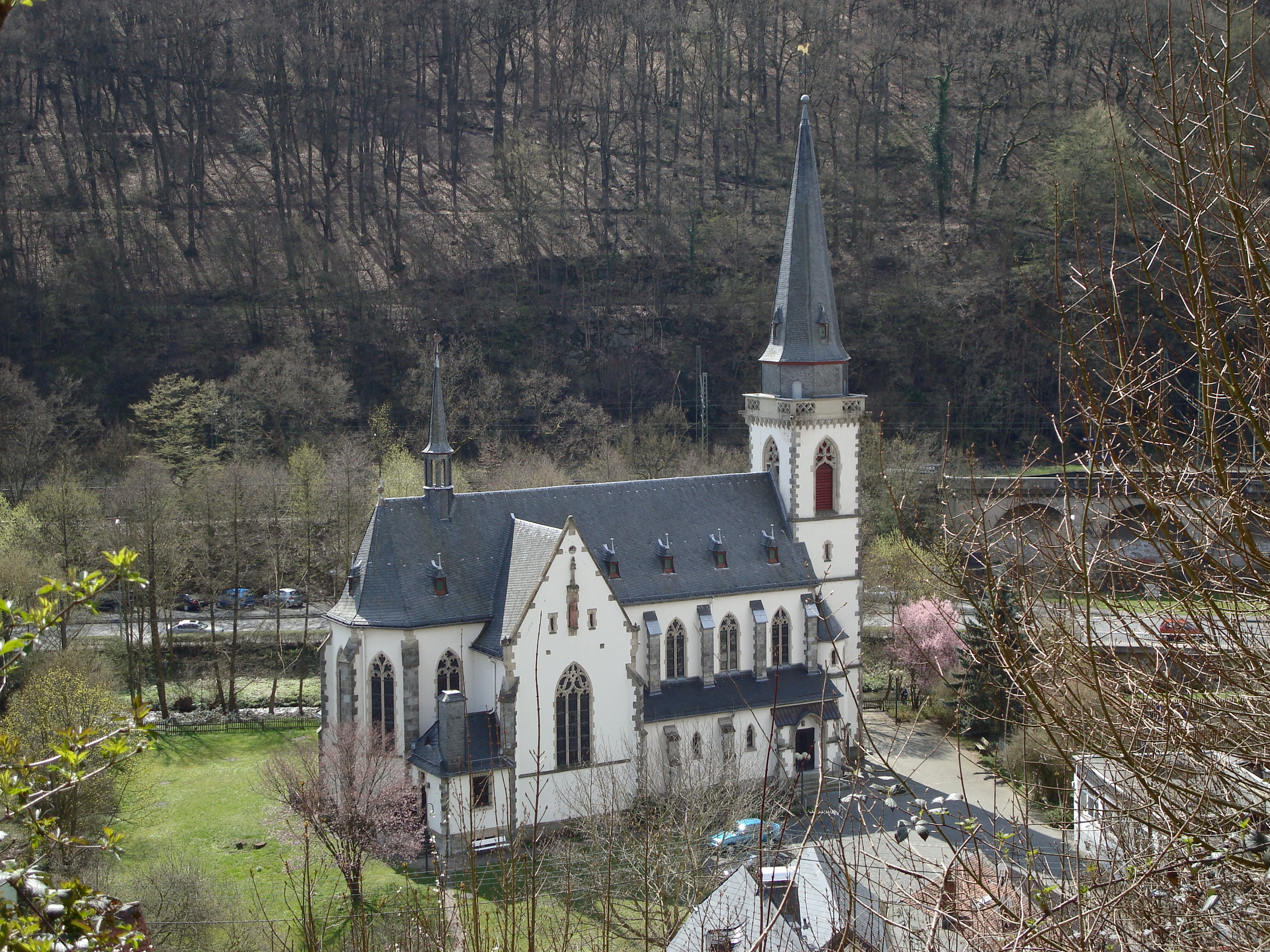
St. Laurentius

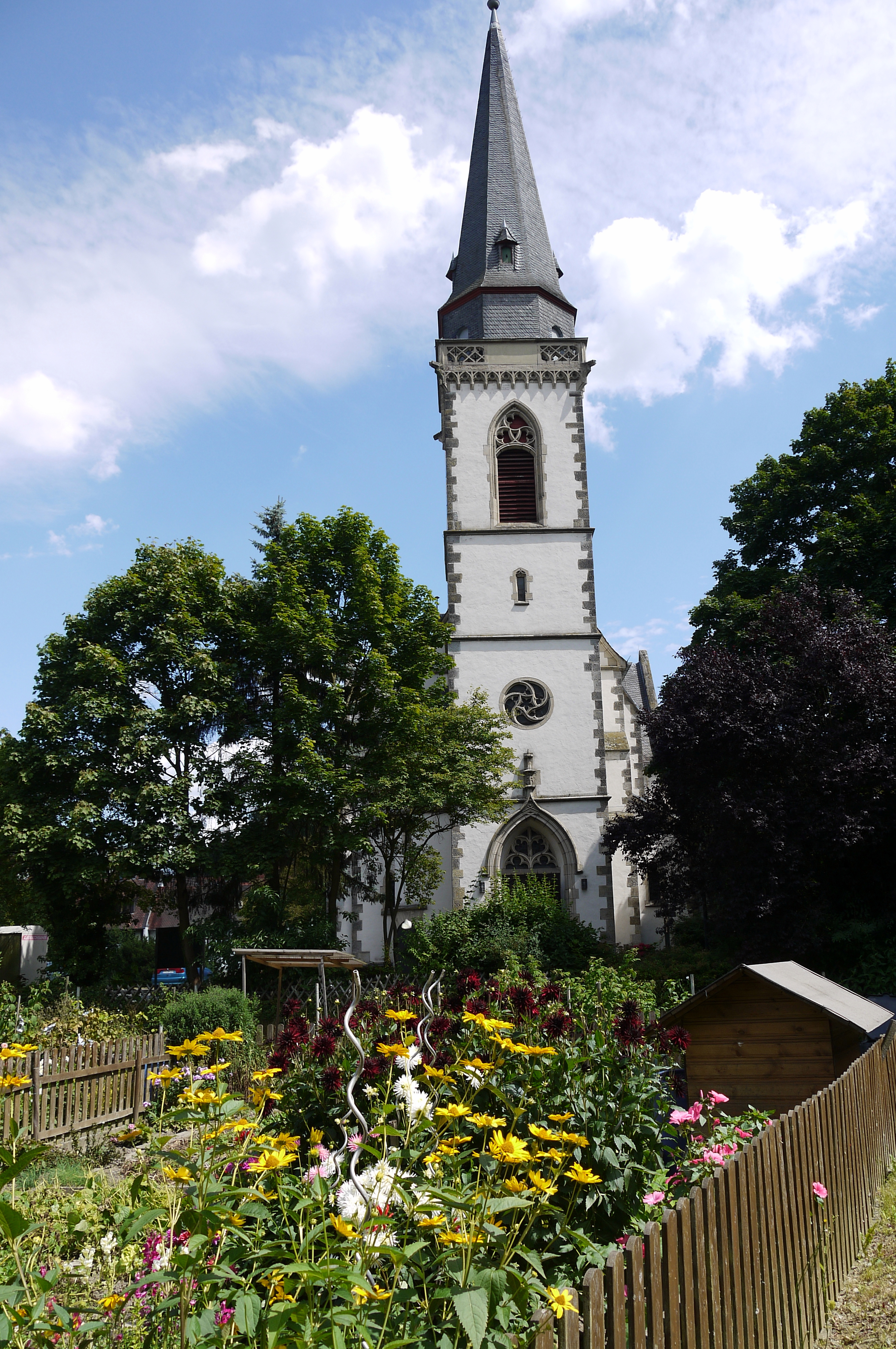
St. Laurentius

St. Laurentius ist die katholische Pfarrkirche von Eppstein. Die Kirche ist dem Heiligen Laurentius von Rom geweiht und steht als Kulturdenkmal unter Denkmalschutz.

## Geschichte
1299 wurde von den Eppsteiner Grafen die St.-Georgs-Kapelle in Eppstein erbaut. Kirchlich war Eppstein zunächst Filiale von Bremthal. Vier Eppsteiner Grafen (Siegfried II., Siegfried III., Werner, Gerhard II.) wurden Erzbischöfe von Mainz.
1544 wurde die Reformation in Eppstein eingeführt und das katholische Leben endete. 1581 wurde Kurmainz (Mit-)Landesherr. Kirchlich wurden die wenigen Katholiken Eppsteins nun Fischbach zugeordnet. Um 1600 erhielten die Katholiken ein Andachtszimmer in der Burg Eppstein. Mit der Zunahme der katholischen Bevölkerung wurde dies immer weiter erweitert und zum Burgkapelle umgebaut. Die Burgkapelle ist heute das Eppsteiner Heimatmuseum. 1728 wurde in der Burgkapelle erstmals wieder ein katholischer Gottesdienst in Eppstein gefeiert. Ende des 18. Jahrhunderts war etwa die Hälfte der Bevölkerung katholisch. Die Burgkapelle diente auch als Pfarrkirche, als am 20. September 1848 Bischof Peter Joseph Blum die katholische Pfarrei Eppstein errichtete. Hauptgrund dafür, dass es erst nun zu einer Pfarreigründung gekommen war, war die schlechte materielle Ausstattung der Kirchengemeinde. Die ehemaligen Pfarrgüter waren mit der Reformation an die evangelische Kirche gefallen. Grundstock der Finanzierung der Pfarrei war eine Stiftung, die Johann Ohlenschläger im Jahr 1827 zugunsten einer neuen Pfarrei einrichtete. Seit 1852 diente das Gebäude Pfarrgasse 1 (heute Poststraße 1) als Pfarrhaus. 1899 wurde das heutige Pfarrhaus bezogen. Auch dieses steht unter Denkmalschutz.
Am 1. November 1855 wurde Vockenhausen von Bremthal umgepfarrt. 1957 zählte die Pfarrei 1900 Gläubige.
Heute ist St. Laurentius Pfarrkirche der Katholischen Kirchengemeinde St. Laurentius, St. Margareta, St. Jakobus und St. Michel, Eppstein. Zu dieser gehören die Kirchen:
- St. Laurentius
- St. Margareta (Bremthal)
- St. Michael (Ehlhalten)
- St. Michael (Niederjosbach)
- St. Jakobus (Vockenhausen)

## Die Kirche
Die Burgkapelle war Ende des 19. Jahrhunderts viel zu klein für die gewachsene katholische Gemeinde. Im Jahr 1900 zählte man 467 Katholiken in Eppstein. Josef Fassel, der seit 1899 Pfarrverweser und seit 1900 Pfarrer der Gemeinde war, trieb daher den Bau einer neuen Kirche mit Nachdruck voran. Möglich wurde der Bau durch vermögende Stifter, darunter seine Tante Anna Fassel.
1902 wurde der Grundstein der Kirche gelegt. Am 10. August 1903 wurde die dem Hl. Laurentius geweiht. Der nach Entwürfen des Wiesbadener Baumeisters Josef Dormann errichtete Bau ist eine neugotische dreischiffige Basilika mit Querschiff, schlankem Westturm mit spitzem Helm. Der Chor ist im Fünfachtelschluss errichtet. Im Innern befinden sich niedrige spitzbogige Arkaden über gedrungenen Rundpfeilern mit profilierten Kämpferstücken. Die Decke bildet ein Kreuzrippengewölbe über in halber Wandhöhe endenden Diensten. Im Süden befindet sich ein Sakristeianbau. Sowohl außen als auch innen wechseln sich verputzte Wandflächen und konstruktive Bauglieder in Sandstein ab.
Ursprünglich befanden sich drei neugotische Altäre in der Kirche. Diese wurden bei einem Umbau 1969 entfernt. Acht der dreizehn bemalten Holzplastiken des Frankfurter Bildhauers Josef Schnitzer wurden hierbei erhalten und als Einzelfiguren im Chor und den Seitenschiffenden aufgestellt. Die vier Heiligen im Chor sind von links der heilige Georg (vom alten Hochaltar; in der Talkirche befindet sich ein Georgsaltar), der heilige Antonius (vom alten Hochaltar; von etwa 1380 bis zur Reformation bestand östlich der Altstadt eine Antonius-Kapelle des Kugelherrenstift Königstein), der heilige Martin (vom alten Hochaltar; St. Martin ist der Patron des Bistums Mainz) und der heilige Laurentius (vom südlichen Hochaltar). Die Gruppe wird ergänzt durch das Tabernakel, das der Eppsteiner Architekt Hans Jakob Sauer 1969 schuf. 1969 wurden an den Säulen des Mittelschiffs Wappen angebracht, die die Geschichte Eppsteins symbolisieren.
Eine Reihe bemalter neugotischer Fenster stammen aus der Bauzeit und wurden in der Mainzer Werkstatt Benhard Kraus hergestellt. Aus der alten Burgkapelle wurde eine barocke Skulptur des heiligen Antonius von Padua übernommen. Diese war 1813 aus dem Besitz des aufgehobenen Kapuzinerklosters Königstein nach Eppstein gekommen.
Die Orgel von stammt von Wilhelm Sauer (Frankfurt/Oder) und wurde 1890 zunächst für die Friedenskirche in Mannheim erbaut. 1903 wurde sie nach Eppstein gebracht. Das Gehäuse wurde erneuert. 1990 erfolgte ein Rückbau in den ursprünglichen Zustand mit pneumatischer Traktur und 10 Registern.
Alle früheren Glocken wurden in den Weltkriegen eingezogen und eingeschmolzen. Heute hat die Kirche vier Glocken. Diese wurden 1958 von der Glocken- und Kunstgießerei Rincker hergestellt und haben die Töne f‘, b‘, c‘‘ und d‘‘.

## Außerhalb der Kirche
Außerhalb der Kirche, westlich des Turmes, befindet sich das Grab des Eppsteiner Pfarrers Karl Haas († 1863). Es wurde vom Alten Friedhof an der Burgstraße hierher versetzt.

## Pfarrer
- Matthias Kloft (1848–1861)
- Karl Haas (1861–1863)
- Wilhelm Haas (1864–1886)
- Heinrich Kloos (1887–1899)
- Josef Fassel (1900–1918)
- Heinrich Fischer (1918–1925)
- Johann Gottschalk (1925–1955)
- Richard Stegmiller (1955– )
- Gaspar Minja (heute)